# Шкуро, Анатолий Григорьевич
Анатолий Григорьевич Шкуро (род. 12 марта 1935, Благодатное, Шпаковский район, Ставропольский край, РСФСР, СССР — 13 июня 2019, Новочебоксарск) — советский (с 1991 — российский) организатор производства. Лауреат Государственной премии СССР (1981). Почётный химик СССР.

## Биография
Родился в селе Благодатное Шпаковского района Ставропольского края.
Окончил Московский энергетический институт (1958).
С 1958 по 1970 года работал начальником холодильной установки, механиком кислородно-холодильной станции, начальником корпуса, заместителем главного инженера по новым производствам Куйбышевского химического завода Новосибирской области.
В 1970 год переехал в Чувашскую АССР. С 1970 года начальник производства ядохимикатов, с 1982 по 1996 год работал заместителем директора по новым производствам и новой технике Чебоксарского производственного объединения «Химпром» (Новочебоксарск).
Является автором 20 свидетельств на изобретения. С 1972 по 1977 годы под руководством и непосредственном участии Шкуро А. Г. было разработано и внедрено производство пластификаторов трихлорэтилфосфат, трихлорпропилфосфат, поверхностно-активных веществ оксифос, оксанол, комплексонов и ингибиторов солеотложений для топливно-энергетического комплекса. В 1977 году участвовал в становлении и развитии производства ацетонанила — антиоксиданта для шинной промышленности.
С 1982 по 1992 год являлся участником освоения продуктов: стимулятора роста кур сантохина, растворителя паст для шариковых ручек феноксиэтанола, высококонцентрированного ветеринарного препарата этоксиквина, смесей для производства полиуров. С 1992 по 1996 год под руководством Шкуро А. Г. освоен выпуск товаров бытовой химии: отбеливателей «Перокс», «Суперокс», «Персоль», чистящего средства «Цивиль», синтетического стирального порошка «Каро».

## Награды
- Государственная премия СССР (1981)
- орден Трудового Красного Знамени (1973)
- Почетная грамота Президиума Верховного совета Чувашской АССР